# Metselspinnendoder
De metselspinnendoder of urntjesspinnendoder of glasvleugelspinnendoder (Auplopus carbonarius) is een sluipwesp uit de familie van de spinnendoders (Pompilidae).
Deze spinnendoder is zwart gekleurd met transparante vleugels. Het vrouwtje wordt 7 tot 10 mm groot, het mannetje 6 tot 8 mm. De laatste heeft twee witte vlekken aan de kop en een klein wit vlekje op het achterlijf. Kenmerkend voor de soort is de versmalde voorkant van het achterlijf.